# Karol Osentowski
Karol Osentowski (ur. 23 lipca 1997 w Sosnowcu) – polski aktor dubbingowy, teatralny, oraz filmowy.

## Polski dubbing

### Filmy
- 2000: Świąteczna zadyma w Los Angeles
- 2001: Lewy Mikołaj
- 2010: Dino mama
- 2012: Niesamowity Spider-Man
- 2012: Fred: Obóz obciachu – Dołek
- 2013: Powrót czarodziejów: Alex kontra Alex
- 2013: Samoloty
- 2013: Piłkarzyki rozrabiają, czyli wielka liga małych mistrzów – Mały Darek Kosmala
- 2014: Muppety: Poza prawem
- 2014: Zaplikowani
- 2014: Lepszy model – Jaden Stark
- 2014: Imperium robotów. Bunt człowieka – Nathan
- 2015: Następcy – Chad
- 2015: Violetta: Podróż – León
- 2015: Pewien zwariowany rejs

### Seriale
- 1995–1998: Gęsia skórka (druga wersja dubbingu) –
  - Larry (odc. 5-6),
  - Larry Boyd (odc. 11),
  - Greg Banks (odc. 15),
  - różne głosy (odc. 3, 5-7, 10-12, 14-15)
- 2007–2014: M.I. High –
  - Daniel Morgan,
  - kumpel Scoopa (odc. 25, 52),
  - Raymond Stilt (odc. 33),
  - chłopak (odc. 59),
  - gwary (odc. 24-32, 34-41, 44-60),
  - Billy (odc. 81)
- 2009: Sally Bollywood –
  - Blake (odc. 31b),
  - Tommy (odc. 32b, 34b, 35a, 47a, 48ab),
  - Bryce (odc. 38b),
  - Luis (odc. 41b, 51a)
- 2010–2013: Liga Młodych – Impuls / Mały Flash / Bart Allen (odc. 32, 34-39, 44-46)
- 2010–2013: Pound Puppies: Psia paczka –
  - Pies 2 (odc. 27),
  - gwary
- 2010: My Little Pony: Przyjaźń to magia –
  - Party Favor (odc. 92-93),
  - gwary (odc. 92, 95-96),
  - strażnik w czerwonym pióropuszu (odc. 107),
  - ogier w cylindrze (odc. 108)
- 2010: Potwory i ja –
  - Mark (odc. 11),
  - Steven (odc. 23)
- 2011–2014: Z kopyta – Jerry
- 2011–2013: Tess kontra chłopaki –
  - Hunter (odc. 28),
  - Blake (odc. 33)
- 2011: Mia i ja – Vincent
- 2011: Austin i Ally – Ethan (odc. 20)
- 2012–2015: Violetta – León
- 2012–2013: Pokémon: Czerń i Biel – Przygody w Unovie i nie tylko – Cress (odc. 43)
- 2012: Littlest Pet Shop –
  - Josh Sharp (odc. 54, 65, 68),
  - McHat (odc. 63),
  - zwierzak (odc. 68)
- 2013: Duch i nas dwóch – Billy Joe Cobra
- 2013: Grzmotomocni –
  - Tyler (odc. 3, 9, 45),
  - Jake (odc. 18, 25)
- 2013: Avengers: Zjednoczeni – 14-letni i 17-letni Tony Stark (odc. 33)
- 2013: Liv i Maddie – Craig (odc. 40)
- 2013: Akademia tańca – Eldon (odc. 31-94)
- 2013: Mój kumpel duch – Basti (odc. 9)
- 2013: Chica Vampiro. Nastoletnia wampirzyca – Miguel
- 2013: Bystrzaki kontra Paskudy – Irwin Chang-Stein
- 2014: Star Wars: Rebelianci – Zare Leonis (odc. 6, 12)
- 2014: Szczeżujski – Rafik
- 2014: Dziewczyna poznaje świat – Lucas Friar
- 2014: Super 4 – Alex
- 2014: Max i Shred –
  - Derek (odc. 9, 15),
  - Jake (odc. 21),
  - Kevin (odc. 30)
- 2014: Kirby Buckets – Bobby ’Gładkie Ręce’ Cordiero (odc. 17)
- 2014: Limonka i Kruczek –
  - Beni,
  - różne role
- 2014: Robin Hood – Draka w Sherwood – Lubin (odc. 10, 40-41, 43-45, 51-52)
- 2014: 100 rzeczy do przeżycia przed liceum – Ciacho z ósmej klasy (odc. 6)
- 2015: Bella i Buldogi –
  - Chauncy (odc. 10, 13, 16),
  - futbolista Red Devil #1 (odc. 19)
- 2015: The Returned – Ben Lowry
- 2015: Alex i spółka – Kevin
- 2015: Przyjaciółki od czasu do czasu – Naldo
- 2015: Złotowłosa i Miś – Jaś
- 2015: Poradnik zakręconego gracza – Conor
- 2017: Dziennik cwaniaczka: Droga przez mękę – Rodrick Heffley